# Kościół Najwyższego Arcykapłana Jezusa Chrystusa w Murowanej Goślinie
Kościół Najwyższego Arcykapłana Jezusa Chrystusa – rzymskokatolicki kościół parafialny należący do parafii pod tym samym wezwaniem (dekanat gośliński archidiecezji gnieźnieńskiej. Znajduje się na osiedlu Zielone Wzgórza, w Murowanej Goślinie, w województwie wielkopolskim.
Kościół został wzniesiony w latach 1995-2000. Jego budowniczym był ksiądz Roman Kostecki. Świątynia została konsekrowana przez arcybiskupa Henryka Muszyńskiego w dniu 12 czerwca 2005 roku. Budowla posiada współczesną architekturę, do jej wnętrza wchodzi się przez łukowatą zadaszoną bramę, w oknach są umieszczone witraże przedstawiające m.in. Drogę Krzyżową Chrystusa. Do świątynnego kompleksu należą także salki katechetyczne i kaplica pod wezwaniem św. Wojciecha.